# 日本阿斯蛛
日本阿斯蛛（学名：Asceua japonica）为拟平腹蛛科阿斯蛛属的动物。分布于日本、台湾岛等地。该物种的模式产地在日本。